# Кугитангтау
Кугитангта́у (также: Койтендаг; туркм. Köýtendag) — горный хребет в юго-западной части Памиро-Алая, на территории Туркменистана и Узбекистана. Является южным продолжением хребта Байсунтау и самым высоким хребтом Туркменистана. В переводе с туркменского языка название хребта означает «горы глубоких каньонов».
Хребет простирается от долины реки Амударья на востоке Туркменистана до ущелья реки Шерабад на 100 км. Пик Айрыбаба, высотой 3139 м и расположенный в Лебапском велаяте Туркменистана, является самой высокой точкой хребта и всего Туркменистана. 

## Описание
На западных склонах горной гряды сильно развиты карстовые процессы. Подъем на вершину является весьма трудной задачей, так как дорога представляет собой очень крутой подъём, а на дне ущелий имеется множество крупных глыба обвалившихся скал. Глубина некоторых ущелий превышает 100-метровую отметку и каждое ущелье отличается от других составом флоры, благодаря чему данные территории имеют большое научное и туристическое значение. Восточные склоны Койтендага почти недоступны для человека, так как представляют из себя отвесные обрывы. Преобладающими ландшафтами являются эфемеровая полупустыня (в предгорьях) и горные субтропические степи с ксерофитными кустарниками (выше).
Одной из особенностей Койтендага является наличие узких долин, а также длинных скалистых ручьев, среди которых «Умбар дере», «Дарайы дере», «Кырк гыз дереси», «Булак дере» и «Ходжагаравул дере». К примеру, ручей «Дарайы дере» имеет длину 18 километров, ширину 15-20 метров, при этом с обеих сторон его окружают отвесные скалы. Недалеко от селения Гарлык у подножья отрогов Койтендага располагается озеро «Гайнар-баба» . Температура воды в роднике, питающем озеро, сохраняется неизменной − 22 градуса.

## Плато динозавров
Для туристов Койтендаг в первую очередь интересен благодаря уникальному Плато динозавров, расположенному в трех километрах юго-западнее горного селения Ходжапиль (туркм. Hojapil) в Лебапском велаяте Туркменистана на высоте 1 500 метров на территории Койтендагского заповедника, в пределах Ходжапильского ландшафтно-палеонтологического заказника. Здесь сохранились окаменевшие отпечатки лап хищных и травоядных ящеров, живших много миллионов лет назад. Ученые, изучившие плато, установили, что следы были оставлены древнейшими динозаврами в очень далеком прошлом, когда данная местность представляла из себя мелководное морское побережье. Со временем следы динозавров окаменели, а через миллионы лет из-за движений земной коры оказались вынесены на поверхность. Сегодня можно своими глазами увидеть более 2500 отпечатков, которые специалисты признают уникальными.

## Карлюкские пещеры
На территории Койтендага имеются десятки пещер протяженностью от нескольких сотен метров до нескольких десятков километров, получивших общее название «Карлюкские пещеры».  
Пещера Кап-Кутан (туркм. Gap Gotan) со множеством сталактитовых залов имеет протяженность 57 км, а в глубине соединяется с пещерой Промежуточной. Естественный вход в пещеру находится в 7 км северо-восточнее посёлка Гарлык Кёйтендагского этрапа, на высоте 720 м. Ближняя часть пещеры с галереей шириной 25-30 м, высотой до 25 м и красивыми залами использовалась местным населением как загон для домашнего скота с древних времён. Пещера известна тем, что в ней имеется большое количество известковых натёков, гипсовых «люстр» и колонн различных оттенков и форм. В 1970-х годах в пещере добывали мраморный оникс, для этой цели была пробита штольня в зал Перевальный. Впервые, пещера Кап-Кутан упомянута в «Исторической библиотеке» греческого историка I в. до н.э. Диодора Сицилийского.  
Пещера Хашимоюк (туркм. Haşymoýuk) состоит из множества залов и лабиринтов высотой до 8 метров, а ее общая протяженность составляет 3,5 км. Туркменские историки и археологи утверждают, что именно в ней велась добыча мраморного оникса для отделки гробниц Тамерлана. Благодаря усилиям нескольких поколений археологов удалось открыть и сохранить для обозрения новые залы и галереи этой пещеры.
Пещера Дашюрек  (туркм. Daş ýürek) , длина которой составляет 27 км, находится на левом борту каньона Гаргалы. Она состоит из нескольких залов, образованных из карбонатных пород и имеет 2 входа. Пещера Дашюрек считается одной из самых красивых на территории стран СНГ.
Пещера Геофизическая была открыта в 1985 году сотрудниками Кугитанской геологоразведочной экспедиции. Она полностью сохранена и, по мнению специалистов, является самой красивой из доступных пещер Койтендага. Пещера находится под охраной правительства Туркменистана и занесена в Кадастр уникальных природных геологических объектов ЮНЕСКО.

## Каменные шары Койтендага
У подножия Койтендага есть место, где на склонах холмов лежат большое количество каменных шаров. В окрестностях села Лейлимекан Койтендагского этрапа таких круглых валунов далеко за сотню, в диаметре достигающих до двух метров.
Это конкреции — шарообразные минеральные тела, образующиеся в пористых осадочных породах, которые формируются на дне морей, а в центре часто находят окаменелости древних животных. Там, где сейчас к небу поднимаются скалы Койтендага, миллионы лет назад плескались воды теплого моря.
Ученые до сих пор не пришли к единому мнению о том, как быстро растут конкреции в размере, и почему они часто бывают правильной шарообразной формы. Конкреции достигают определенного размера, затем перестают расти. На поверхности шары-конкреции выходят тогда, когда выветривание разрушает менее прочные окружающие осадочные породы.